# Lancia Ypsilon
La Lancia Ypsilon est une voiture produite par le constructeur automobile italien Lancia depuis 2003. La première génération, à carrosserie 3 portes est assemblée de 2003 à 2011 dans l'usine sicilienne de Termini Imerese. La deuxième génération, désormais à 5 portes, est présentée en mars 2011. Elle est vendue sous la marque Chrysler Ypsilon au Royaume-Uni, en Irlande et au Japon. Elle n'est plus vendue qu'en Italie depuis 2017. La troisième génération, produite par le groupe Stellantis dont Lancia fait partie, est à nouveau commercialisée en Europe.

## Première génération (2003 - 2011)

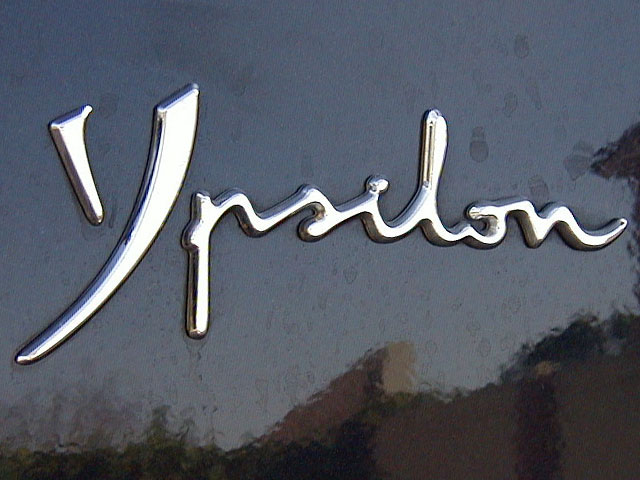
Lancia Ypsilon logo

La première Ypsilon repose sur la base de la Fiat Punto II et elle est dévoilée en mars 2003 lors du salon international de l'automobile de Genève, à un moment critique puisque ce modèle doit faire remonter les ventes de la marque. Elle est lancée en France en octobre 2003.
Dès 2005, la version bi-colore est commercialisée et un concept-car Y Sport Zagato est dévoilé au public, doté d'un moteur diesel de 150 ch et légèrement modifié esthétiquement.
Disponible exclusivement en trois portes, la Lancia Ypsilon reprend un style "vintage" qui n'est pas sans rappeler les lignes des anciennes voitures de la marque Lancia, en particulier la Lancia Ardea, dont elle reprend la coupe de la partie arrière et des feux, en se démarquant radicalement de la tendance actuelle et des précédentes Lancia Y10 et Lancia Y dont elle conserve toutefois la position caractéristique du bloc instruments et la verticalité du hayon arrière.
Sa production est arrêtée le 24 novembre 2011, peu avant la vente de l'usine de Termini Imerese à l'assembleur italien de voitures chinoises DR Motor Company.

### Caractéristiques techniques

#### Mécanique
- Direction: à crémaillère assistée plus fonction city (surassistance jusqu'à 50 km/h)
- Diamètre de braquage : 9,83 m
- Freins : disques ventilés à l'avant - tambours à l'arrière (disques sur versions Sport)
- Suspensions avant : roues indépendantes McPherson
- Suspensions arrière : essieu de torsion

#### Électronique

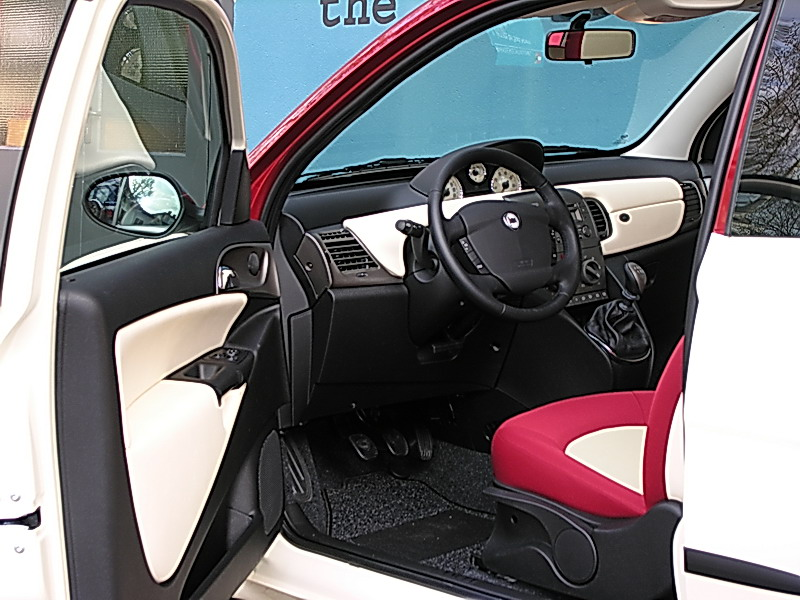
Planche de bord Lancia Ypsilon

Dispositifs électroniques d'assistance à la conduite et la sécurité :
- Antilock Braking System - ABS
- EBD (Répartition électronique du freinage)
- Electronic Stability Program - ESP (Système électronique de contrôle de la stabilité)
- Acceleration Slip Regulation - ASR (Système anti patinage)
- Hill holder
- Dualdrive (Double système d'assistance électrique)
- DFN - boîte automatique robotisée, baptisé chez Lancia "Dolce Far Niente"

#### Matériaux
Les revêtements intérieurs disponibles sont : Velours, AIRtex, Alcantara ou Cuir.

### Première série

#### Motorisations
Essence
- Fiat 1 242 cm3 8V (60 ch)
- Fiat 1 368 cm3 8V (77 ch)
- Fiat 1 368 cm3 16V (95 ch)

Diesel
- Fiat 1 248 cm3 16V Multijet - 69 ch 1re série, 75 ch DPF - 90 ch DPF 2e série, 105 ch pour MomoDesign

#### Éditions spéciales

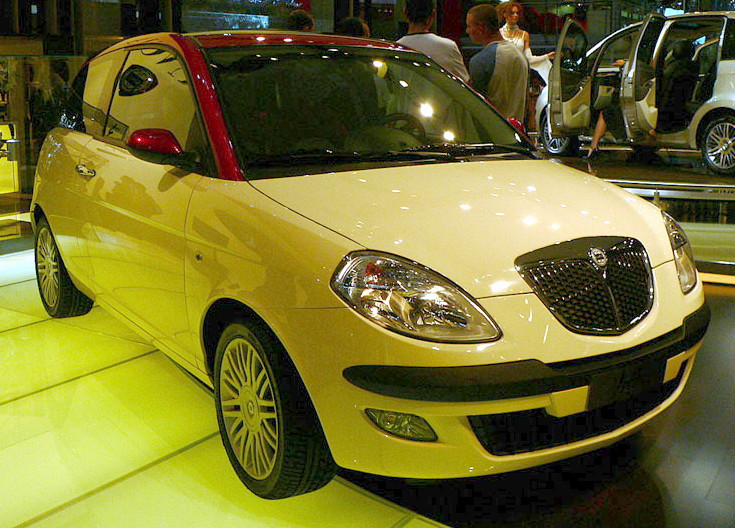
La version spéciale B-colore

La Lancia Ypsilon a fait l'objet d'une édition spéciale Sport Momo Design, caractérisée par son diesel, et la disponibilité de peintures bicolores spécifiques, avec un toit, un hayon et des rétroviseurs anthracite. Cette série spéciale fait suite au concept-car Ypsilon Sport, présenté au Salon automobile de Genève 2005, et réalisé en collaboration avec Zagato, mais c'est Momo Design qui remplace Zagato pour la version de série. Le moteur 1.9 JTD 150 ch du concept est abandonné pour le nettement moins sportif 1.3 JTD 105 ch.

### Seconde série

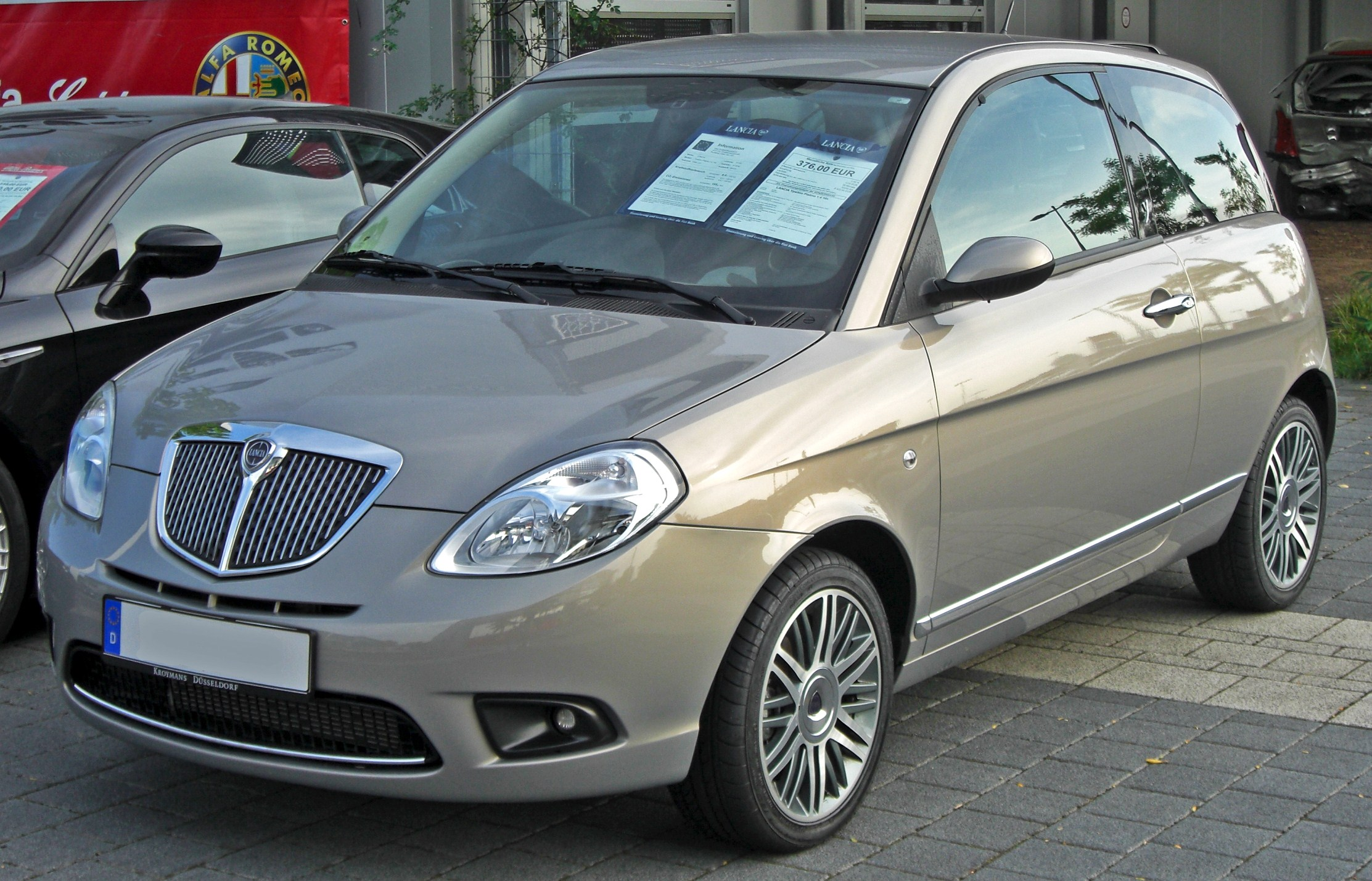
Lancia Ypsilon seconde série

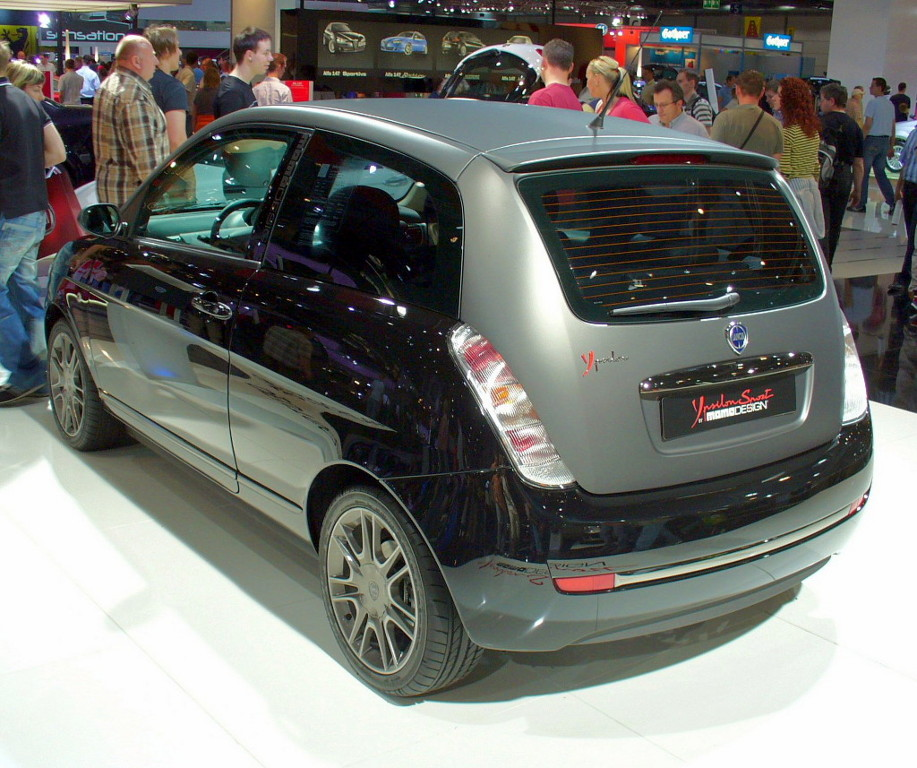
Vue arrière Lancia Ypsilon 2e série Sport

À l'automne 2006, la Lancia Ypsilon bénéficie de retouches mineures. La ligne reprend les orientations des versions sportives comme la Sport présentée en 2005, avec un pare-chocs plus cintré et des prises d'air plus sportives, le nouveau logo Lancia, à l'arrière les feux avec effet "ICE".
La seconde série offre cinq versions : Argento, Passion, Oro bianco, Oro giallo et Platino.
La voiture reçoit la dernière génération des moteurs diesel Fiat Multijet de 75, 90 et 105 ch, et dispose sur toute la gamme des systèmes Blue&Me (Bluetooth+ clé USB).
La nouvelle Lancia Ypsilon a un comportement routier encore plus sûr avec l'ESP et le Hill holder, une tenue de route de 0,93 g. Le levier de vitesse est à portée de main comme sur les Fiat récentes, au milieu de la planche en position haute.
La gamme 2008 dispose du filtre à particules DPF de série sur toutes les versions diesel, sauf la 105 ch.

### Finitions
Finitions au lancement du véhicule en France :
- Base
- Argento
- Platino

## Deuxième génération (2011-2025)

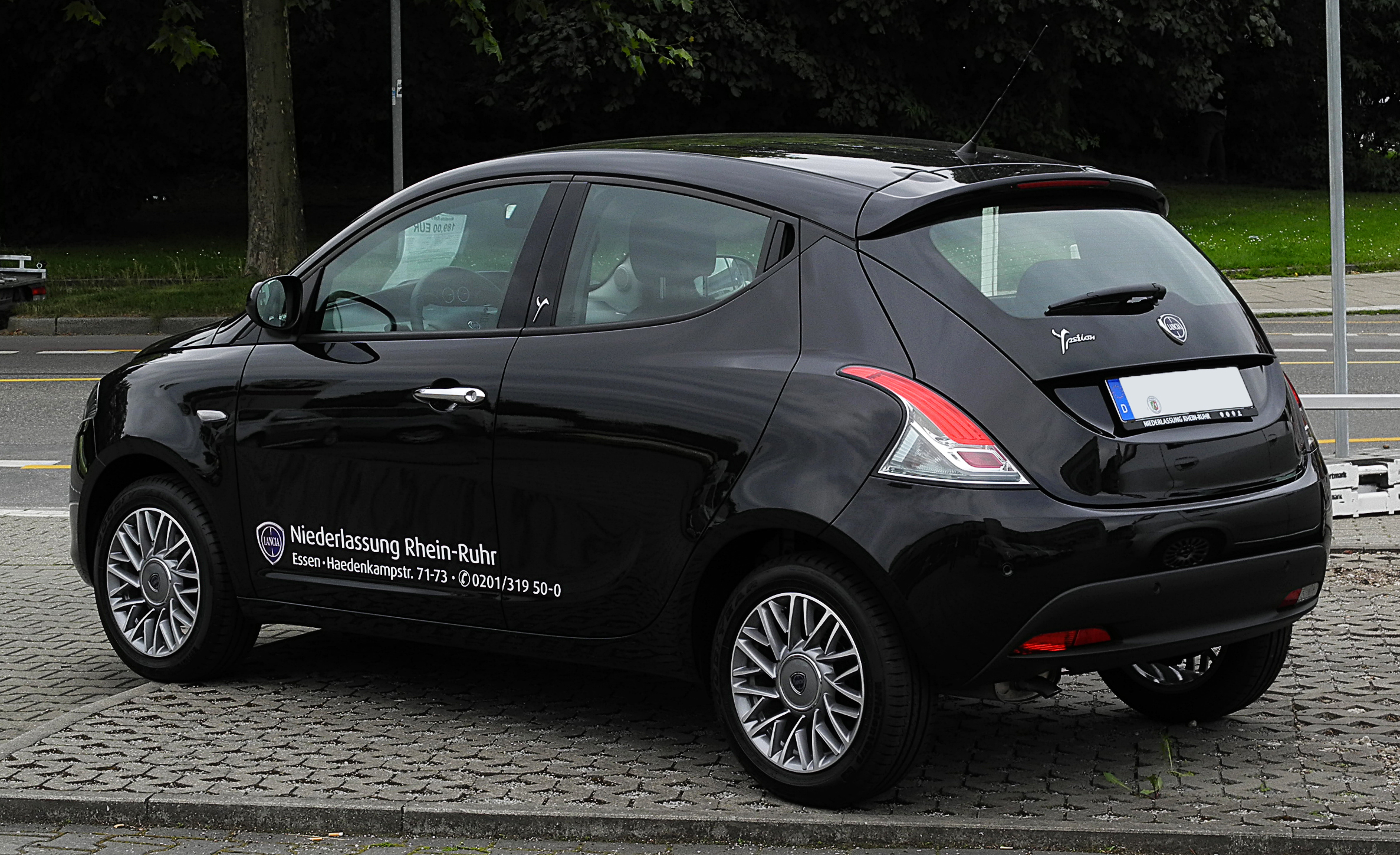
Lancia Ypsilon II phase 1

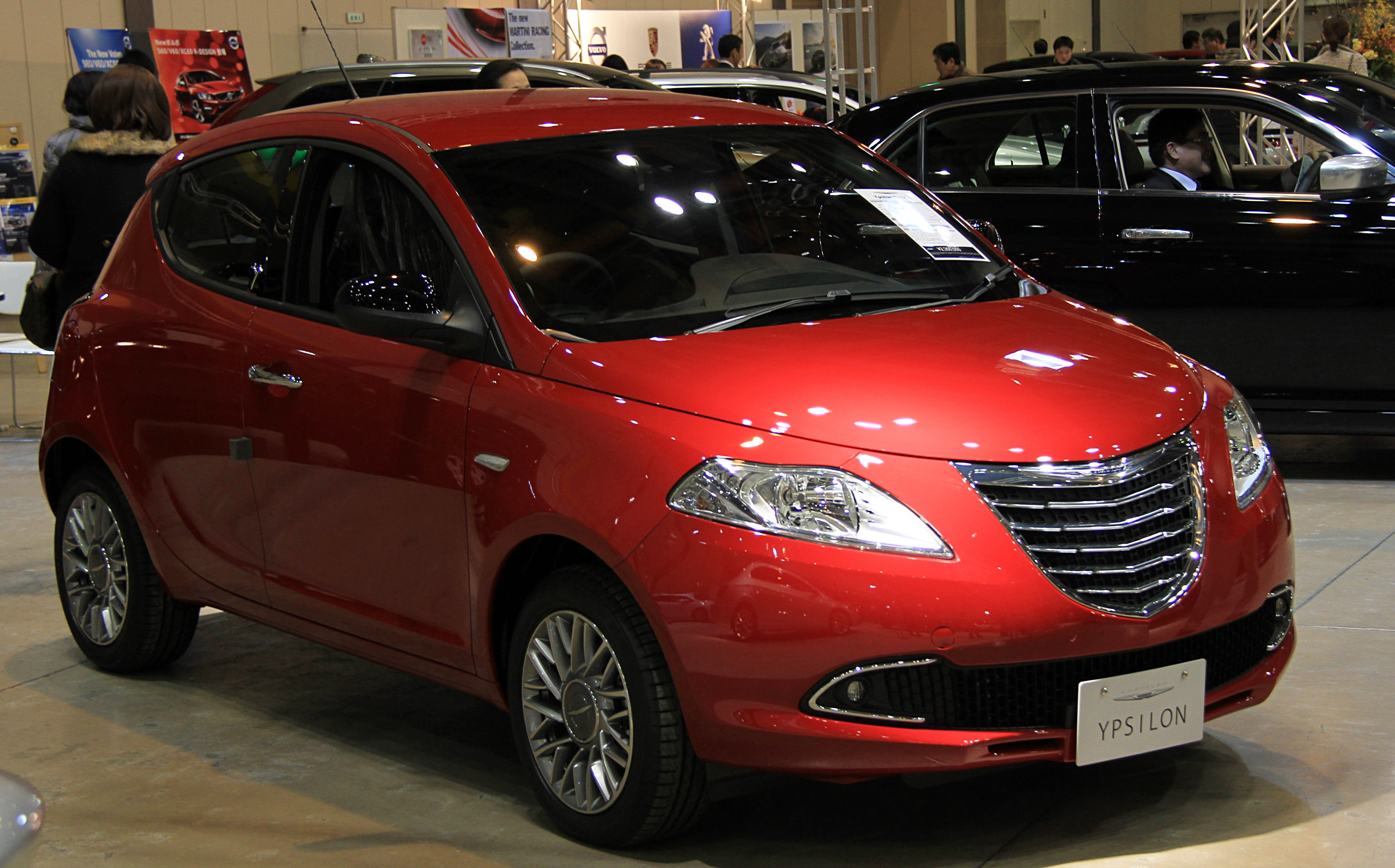
Chrysler Ypsilon

La deuxième génération de la Lancia Ypsilon est révélée en février 2011 lors du salon automobile de Genève. Elle diffère assez largement de la précédente, du point de vue carrosserie et conception. Il s'agit en effet désormais d'une berline à 5 portes avec des poignées cachées dans le montant pour les portes arrière (solution similaire à celle adoptée par l'Alfa Romeo 147, 156 et Giulietta).
La citadine de Lancia repose sur la plate-forme des Fiat Panda et 500, allongée de 6 cm pour l'occasion. Elle est produite dans la même usine polonaise que ses deux cousines.
La deuxième génération de la Lancia Ypsilon était commercialisée sous la marque Lancia dans tous les pays à l'exception de la Grande-Bretagne et Irlande où elle était rebadgée Chrysler. De même, des modèles Chrysler était vendus sous la marque Lancia dans les autres pays.

### Phase 2
Elle reçoit un premier restylage en 2015, marqué par l'adoption d'une nouvelle calandre moins grande, moins chromée, ainsi qu'une mise à jour importante du bouclier avant.

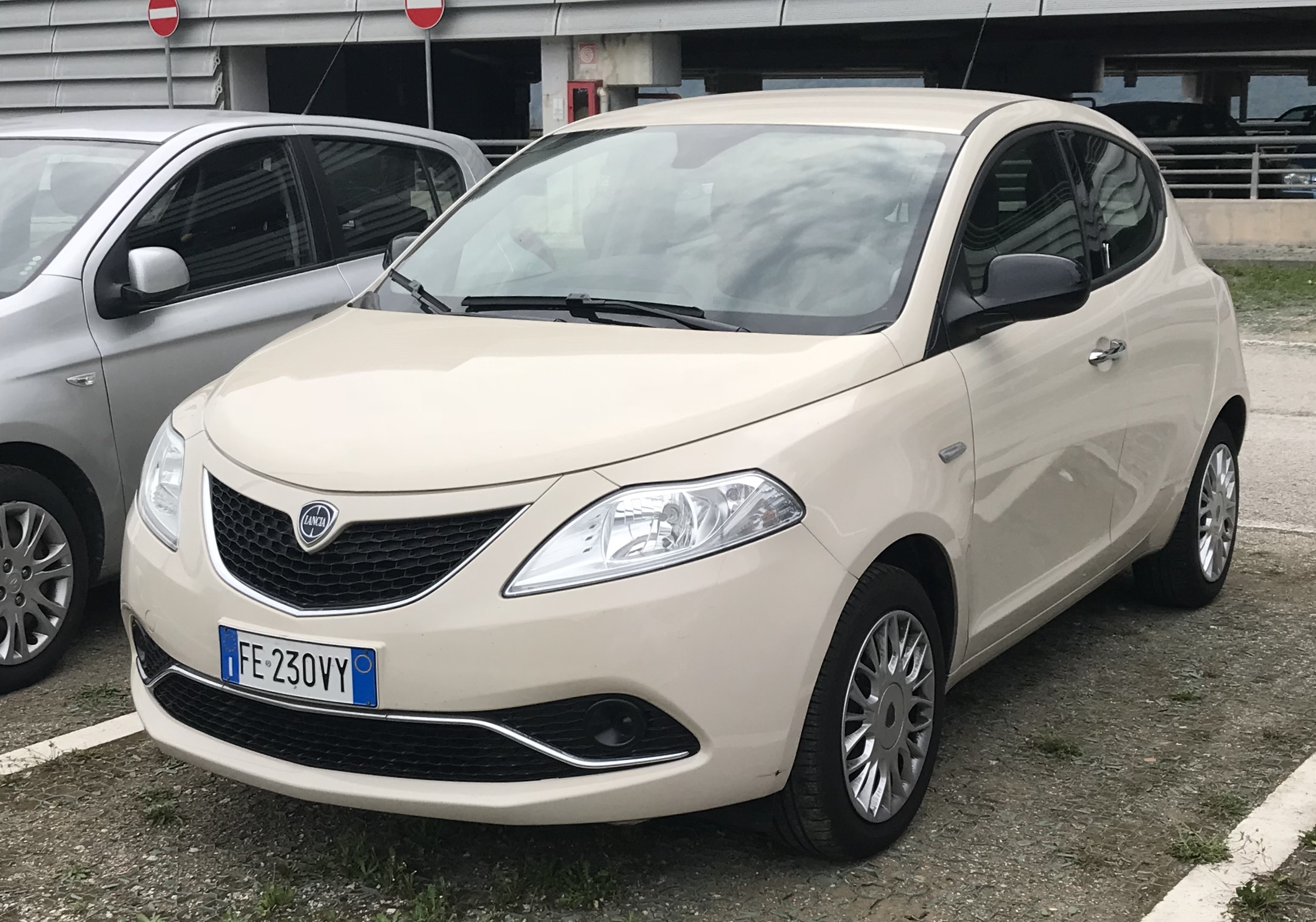
Lancia Ypsilon II phase 2

Elle n'est plus commercialisée qu'en Italie depuis 2017, à la suite du retrait de la marque Lancia des autres pays.
En 2020, Lancia annonce le lancement d'un modèle hybride non rechargeable permettant jusqu'à 24% de réduction de consommation.

### Phase 3
En février 2021, Lancia dévoile un léger restylage de l'Ypsilon. Le bouclier et la calandre sont modifiés, de manière moins importante qu'en 2015.

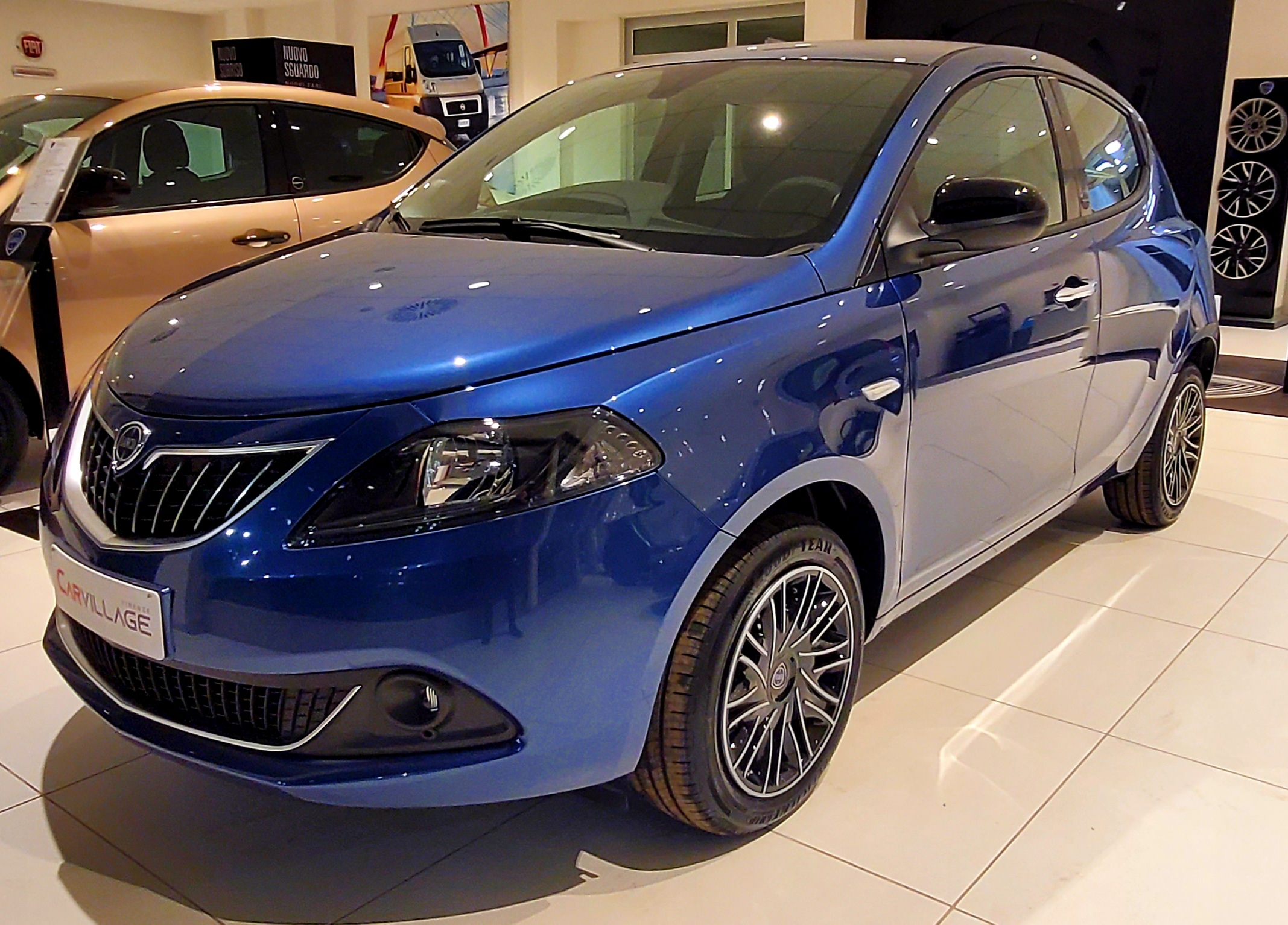
Lancia Ypsilon II phase 3

En février 2022, Lancia présente une série spéciale de l'Ypsilon appelée Alberta Ferretti, du même nom que la styliste avec laquelle Lancia s'est associée pour sa conception. Elle peut notamment recevoir une peinture spéciale de couleur grise Alberta Ferretti Grey, qui se distingue par des reflets rosés. L'habitacle a le droit a des touches de couleur or rosé. Cette série spéciale se distingue aussi par sa sellerie en partie composée de Seaqual Yarn. Il s'agit d'un fil polyester qui provient du recyclage de déchets plastiques trouvés dans la mer.

### Conception

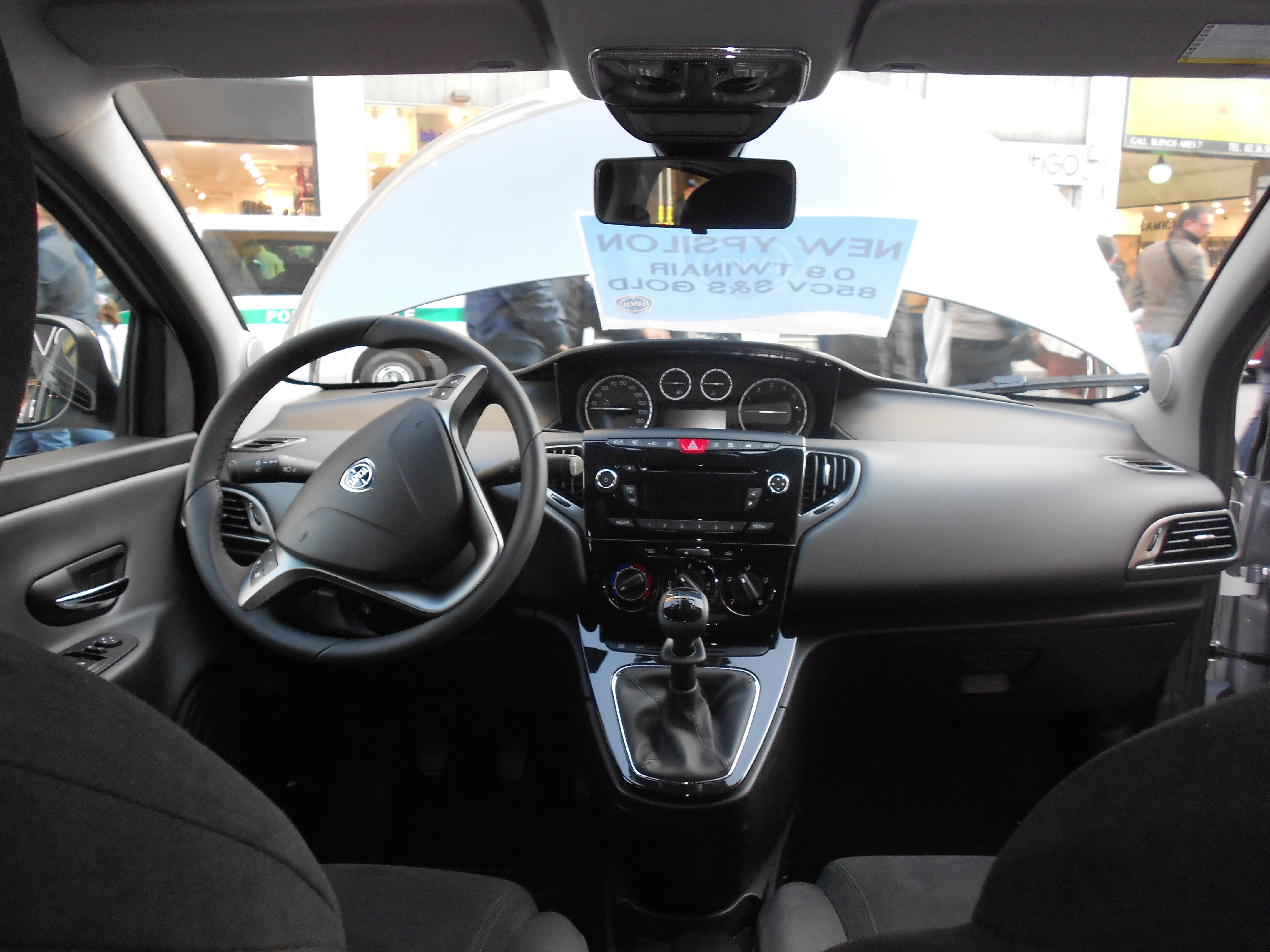
Lancia Ypsilon II phase 1 (intérieur)

Les premiers dessins de type 846 ont été développés à la fin 2006 et début 2007 par le Centre de Style Lancia, dirigé par Alberto Dilillo, juste avant la constitution de Fiat-Chrysler (2011), par rapport au projet développé par Alberto Dilillo, les changements esthétiques sont mineurs en particulier dans la grille qui rappelle le style de la plupart des modèles Chrysler, avec les lamelles horizontales remplaçant les deux lobes avec des lattes verticales.

### Motorisation
La deuxième génération de la Lancia Ypsilon est proposée avec trois motorisations à son lancement :
Essence
- Fiat 1 242 cm3 Fire (69 ch)
- Fiat 875 cm3 TwinAir (85 ch) pouvant être équipé d'une boite de vitesses semi-automatique DFN

Diesel
- Fiat 1 248 cm3 Multijet II (95 ch)

| Modèle           | Disponibilité | Moteur                        | Cylindrée | Puissance     | Emissions CO2 (g/km) | 0 à 100 km/h (secondes) | Vitesse maxi (km/h) | Consommation moyenne (l/100 km) |
| ---------------- | ------------- | ----------------------------- | --------- | ------------- | -------------------- | ----------------------- | ------------------- | ------------------------------- |
| 1.2 Fire         | 2011          | 4 cylindres en ligne, Essence | 1 242 cm3 | 51 kW (69 ch) | 115                  | 14,5                    | 163                 | 4.9                             |
| 0.9 TwinAir      | 2011          | 2 cylindres en ligne, Essence | 875 cm3   | 63 kW (85 ch) | 99 97 si DFN         | 11,9                    | 176                 | 3.8                             |
| 1.3 Multijet 16V | 2011          | 4 cylindres en ligne, Diesel  | 1 248 cm³ | 70 kW (95 ch) | 99                   | 11,4                    | 183                 | 4.2                             |

## Troisième génération (2024-)
Lancia appartenant dorénavant au groupe Stellantis, la troisième génération d'Ypsilon est basée sur la Peugeot 208 de 2e génération ainsi que l’Opel Corsa F et la plate-forme technique CMP.
Elle est produite en Espagne à l’usine de Figueruelas située près de Saragosse.